# Pragmatieke Sanctie (1438)
De Pragmatieke Sanctie van 1438 of Pragmatieke Sanctie van Bourges was een geheel van besluiten en reglementen dat werd goedgekeurd door de in Bourges verzamelde Franse clerus, en door de koning naar het Parlement van Parijs gestuurd, die het op 13 juli 1439 registreerde en het aldus kracht van wet verleende.

## Geschiedenis
Op de bijeenkomst in Bourges waren aanwezig:
- de aartsbisschoppen van Reims, Tours, Bourges en Toulouse,
- 25 bisschoppen,
- een aantal abten en vertegenwoordigers van universiteiten en kapittels,
- Pierre de Versailles, bisschop van Digne, als vertegenwoordiger van paus Eugenius IV,
- verschillende vertegenwoordigers van het Concilie van Bazel.

Het was op 7 juli 1438 dat koning Karel VII van Frankrijk de 'sanctie' of wet bekendmaakte. Hiermee werd eenzijdig door de Franse kerkelijke en burgerlijke overheid beslist:
- dat in geloofszaken, kerkhervorming en het bestrijden van een schisma, het gezag van een algemeen concilie boven dat van de paus verheven was,
- dat om de tien jaar een concilie moest plaatsvinden,
- dat kerkelijke functies bij voorkeur door verkiezing moesten worden toegekend en niet door benoemingen van bovenaf,
- dat het de paus verboden werd beneficies of prebenden uit te delen of er zelf winst uit te maken, hetgeen de afschaffing betekende van de "annaten" (het heffen van een belasting van één jaar inkomen bij het toekennen van een nieuw ambt),
- dat slechts voor een gering aantal zaken een beroep mocht worden aangetekend bij de pauselijke rechtbanken,
- dat er slechts 24 kardinalen mochten benoemd worden, dat ze minstens 30 jaar oud moesten zijn en dat ze een doctors- of licentiaatsdiploma moesten hebben verworven,
- dat de goddelijke erediensten aan een aantal voorwaarden onderworpen werden (acht hoofdstukken waren hieraan gewijd).

Dit was een ruk naar grotere zelfstandigheid van de Franse Kerk, die men de Gallicaanse Kerk ging noemen. Die kerk verbood de paus nog tussen te komen in de benoeming van Franse bisschoppen en maakte een einde aan het leveren van financiële bijdragen aan de kerk van Rome. De macht en invloed van de paus op de kerk in Frankrijk verminderde hierdoor aanzienlijk.
De 'Pragmatieke Sanctie' van Bourges bestond uit 23 hoofdstukken, waarin de meeste decreten van het Concilie van Bazel werden opgenomen, aangepast aan de Gallicaanse Franse verzuchtingen. 
De opeenvolgende pausen bestreden de Pragmatieke Sanctie. Vooral paus Pius II was hierin actief. De Franse koningen deden bij herhaling beloften van wijzigingen aan de paus, in omstandigheden waarin ze behoefte hadden aan toenadering met Rome, maar zonder er veel praktisch gevolg aan te geven.
Om Pius II ter wille te zijn schafte koning Lodewijk XI van Frankrijk de Pragmatieke Sanctie af in 1461 maar herstelde ze in 1462. In 1467 schafte hij ze weer af en sloot met paus Sixtus IV een concordaat dat aan Rome enkele symbolische rechten teruggaf in ruil voor steun aan Frankrijk in Italiaanse zaken. In 1478 werd door het Gallicaans Concilie van Orléans, de Pragmatieke Sanctie volledig hersteld, zonder het met zoveel woorden te zeggen.
Uiteindelijk werd de Pragmatieke Sanctie vervangen door het Concordaat van Bologna in 1516, tussen koning Frans I van Frankrijk en paus Leo X, waarin de koning erkend werd als het echte hoofd van de kerk in Frankrijk. Deze regeling bleef van kracht tot aan de Franse Revolutie en het Concordaat van 15 juli 1801.